# When Men Forget
When Men Forget è un cortometraggio muto del 1913 diretto da Colin Campbell. Prodotto dalla Selig e sceneggiato da William E. Wing, il film aveva come interpreti Tom Santschi, Bessie Eyton, Wheeler Oakman, Lillian Hayward.

## Produzione
Il film fu prodotto dalla Selig Polyscope Company.

## Distribuzione
Distribuito dalla General Film Company, il film - un cortometraggio di una bobina - uscì nelle sale cinematografiche statunitensi il 26 giugno 1913.